# Korpholmen, Kronoby
Korpholmen i Kronoby var platsen för ett av de två spätelskehospitalen som på 1600-talet anlades i Finland. Det andra spetälskehospitalet inrättades på Själö i Nagu. Hospitalet på Korpholmen inledde sin verksamhet 1631. Människor med spetälska och andra personer som inte kunde ta vara på sig själva inhystes i hospitalet. På 1730-talet omfattade hospitalsområdet ett trettiotal byggnader, inklusive kyrka, spetälskehus, två dårhus samt bodar och småstugor. Efter att spetälskan avklingat under 1700-talet tjänade hospitalet främst för internering av sinnessjuka människor. 
När Finland efter 1808-09 års krig tillföll Ryssland utvecklades mentalvården och Lappvikens sjukhus i Helsingfors invigdes sommaren 1841. Senaten beslöt att lägga ner Korpholmen, och de sista hjonen från Korpholmen flyttades samma sommar till Lappvikens sjukhus eller Själö hospital, som fortsatte sin verksamhet.
Idag är Korpholmen ett friluftsmuseum, som omfattar bland annat en 2007 uppförd replika av kyrkan som fanns på platsen på 1700-talet.